# 洪可弼
洪可弼（1538年—1575年），字旭臣，晉江十四都蔡岱村人。

## 生平
父洪伟道，是参政王慎中的家庭教師。嘉靖四十年（1561年）辛酉科福建鄉試舉人，當時倭寇為患，會試以對策以“寓兵于農，山海防禦”受到重視，授赣州定南县知县，曾平定山賊葉愷及其部下謝元璋等十八将，最後葉愷請降，憲台貪功，卻將賊首擒下報功。洪可弼與憲台爭執，可弼具疏诣阙，憲台見機不妙，以毒酒殺之。